# Shewalul Mengistu
Shewalul Mengistu, née le 11 septembre 1944 à Gura, Jarso (Hararghe) (Hararghe), morte le 26 mai 1977 à Addis-Abeba, est une poète, une auteure-compositrice d’expression amharique et une journaliste éthiopienne impliquée dans la lutte des femmes éthiopiennes pour leurs droits.

## Biographie
Shewalul Mengistu est née en septembre 1944 à Gura, Jarso, au nord-est de l'Éthiopie,. Elle est issue d’une famille de classe moyenne : sa mère est une fille de notables, son père est musicien et joue du begena. Ses langues maternelles sont l’amharique mais aussi l’oromo. Elle est mariée dès ses 13 ans à un commandant des forces de l’ordre, père de ses cinq enfants.
Le couple s’installe à Harar. Elle y devient journaliste puis rédactrice en chef adjointe d’un magazine s’adressant aux policiers. Elle milite aussi  pour les droits des femmes, et encourage les épouses des collègues de son mari à participer à la vie de la société. En 1973, elle est rattachée au ministère de l’information à Addis-Abeba. Puis elle devient animatrice et productrice d’une émission destinée aux femmes, en langue omoro, à la radio, puis de deux programmes de télévision en amharique : l’un, destiné aux femmes, les incitant là encore à participer à la vie sociale, l’autre sur les problèmes quotidiens des Ethiopiens. Elle écrit aussi des poèmes, au ton critique, dont l’un est interdit d’antenne et de publication.
Elle divorce, écrit des poèmes et un pamphlet critique sur la société éthiopienne.En septembre 1974, l’empereur Haïlé Sélassié Ier est renversé par un coup d’état militaire qui abolit le régime monarchique. Elle compose des chansons, dont Erè Mèla Mèla, un titre célèbre chanté par Mahmoud Ahmed. qui devient la chanson titre de son album le plus connu en Occident et sera à l'origine de la découverte en Occident du « groove éthiopien ». De plus en plus impliquée dans la vie politique, elle rejoint le parti marxiste-léniniste de Mengistu Haile Mariam qui s’empare du pouvoir en février 1977 et deviendra un dictateur. Mais Shewalul Mengistu est assassinée le 26 mai 1977 dans la rue à coups de révolver par un enfant de douze ans payé par des ennemis politiques.